# Station Reuilly (Indre)
Station Reuilly is een spoorwegstation in de Franse gemeente Reuilly.